# Macroprotodon
Macroprotodon – rodzaj węży z podrodziny Colubrinae w rodzinie połozowatych (Colubridae).

## Zasięg występowania
Rodzaj obejmuje gatunki występujące we Włoszech, w Hiszpanii, Portugalii, Gibraltarze, Maroku, Saharze Zachodniej, Algierii, Tunezji, Libii, Egipcie i Izraelu.  

## Systematyka

### Etymologia
Macroprotodon: gr. μακρος makros „długi”; πρωτο- prōto- „pierwszy, przedni”; οδους odous, οδοντος odontos „ząb”.

### Podział systematyczny
Do rodzaju należą następujące gatunki: 
- Macroprotodon abubakeri
- Macroprotodon brevis
- Macroprotodon cucullatus – kapturzec
- Macroprotodon mauritanicus